# Andrena biareola
Andrena biareola är en biart som beskrevs av Laberge 1971. Andrena biareola ingår i släktet sandbin, och familjen grävbin. Inga underarter finns listade i Catalogue of Life.